# Ivica Matković
Ivica Matković (* 12. Oktober 1953 in Split) ist ein ehemaliger jugoslawischer Fußballspieler auf der Position eines Stürmers. 

## Laufbahn
Obwohl Matković nur insgesamt 33 Ligaspiele für seinen Heimatverein Hajduk Split absolvierte, in denen ihm 4 Treffer gelangen, gehörte er zu den insgesamt nur 5 Spielern des Vereins, die in den 1970er Jahren viermal die jugoslawische Fußballmeisterschaft gewannen. Dies gelang außerdem nur noch Mario Boljat, Mićun Jovanić, Dražen Mužinić und Luka Peruzović.
Nach der Entlassung von Ivan Katalinić und vor der Verpflichtung von Petar Nadoveza war Matković in der Saison 1999/2000 auch eine Zeitlang als Trainer von Hajduk Split im Einsatz.

## Erfolge
- Jugoslawischer Meister (4): 1970/71, 1973/74, 1974/75, 1978/79
- Jugoslawischer Pokalsieger (2): 1972, 1974